# 5120
5120(오천백이십)은 5119보다 크고 5121보다 작은 자연수다.

## 수학
- 합성수로, 그 약수는 총 22개다. (1, 2, 4, 5, 8, 10, 16, 20, 32, 40, 64, 80, 128, 160, 256, 320, 512, 640, 1024, 1280, 2560, 5120)
  - 5120의 진약수의 합은 7162이므로, 5120은 과잉수다.
- {\displaystyle 5120=32^{2}+64^{2}}
  - 연속하는 두 개의 {\displaystyle 2^{n}}({\displaystyle n}은 자연수)의 제곱합으로 나타낼 수 있으며, 이 성질을 지닌 앞의 수는 1280, 다음 수는 20480이다.
- {\displaystyle 5120=2^{6}\times 3^{4}-2^{6}}
- {\displaystyle 63^{16}-1}은 5120으로 나누어떨어진다.
- 정5120각형은 작도할 수 있다.

## 과학·기술
- NGC 5120: 센타우루스자리 방향에 있는 산개성단.
- UHD+, WHXGA, HSXGA 해상도의 가로 화소수는 5120픽셀이다.

## 기타
- 연도: 5120년, 기원전 5120년

## 같이 보기
- 5000